# Sher 25
Sher 25 ist ein knapp 25.000 Lichtjahre von der Erde entfernter Stern im galaktischen Emissionsnebel NGC 3603. Mit einer scheinbaren Helligkeit von 12,23 mag ist er im südlichen Sternbild Kiel des Schiffs unter idealen Bedingungen mit einem Teleskop mit einer Öffnung von mindestens 200 mm zu beobachten.
Die Masse des Blauen Überriesen beträgt etwa 40 bis 52 Sonnenmassen, zu Beginn seiner Hauptreihenphase betrug sie 60 Sonnenmassen. Zu diesem Zeitpunkt war der Stern ein Überriese der Spektralklasse B3 I. Umgeben wird er von einem zirkumstellaren Nebel, der aus einem vor 6560 Jahren abgestoßenen äquatorialen Ring und einem 6700 Jahre zurückliegenden bipolaren Ausfluss besteht. Erstmals beschrieben und benannt wurde Sher 25 von David Sher in einem 1965 im Monthly Notices of the Royal Astronomical Society veröffentlichten Artikel über die Entfernungsmessung zu fünf offenen Sternhaufen.
Sher 25 gilt als Kandidat für eine Supernova vom Typ II.

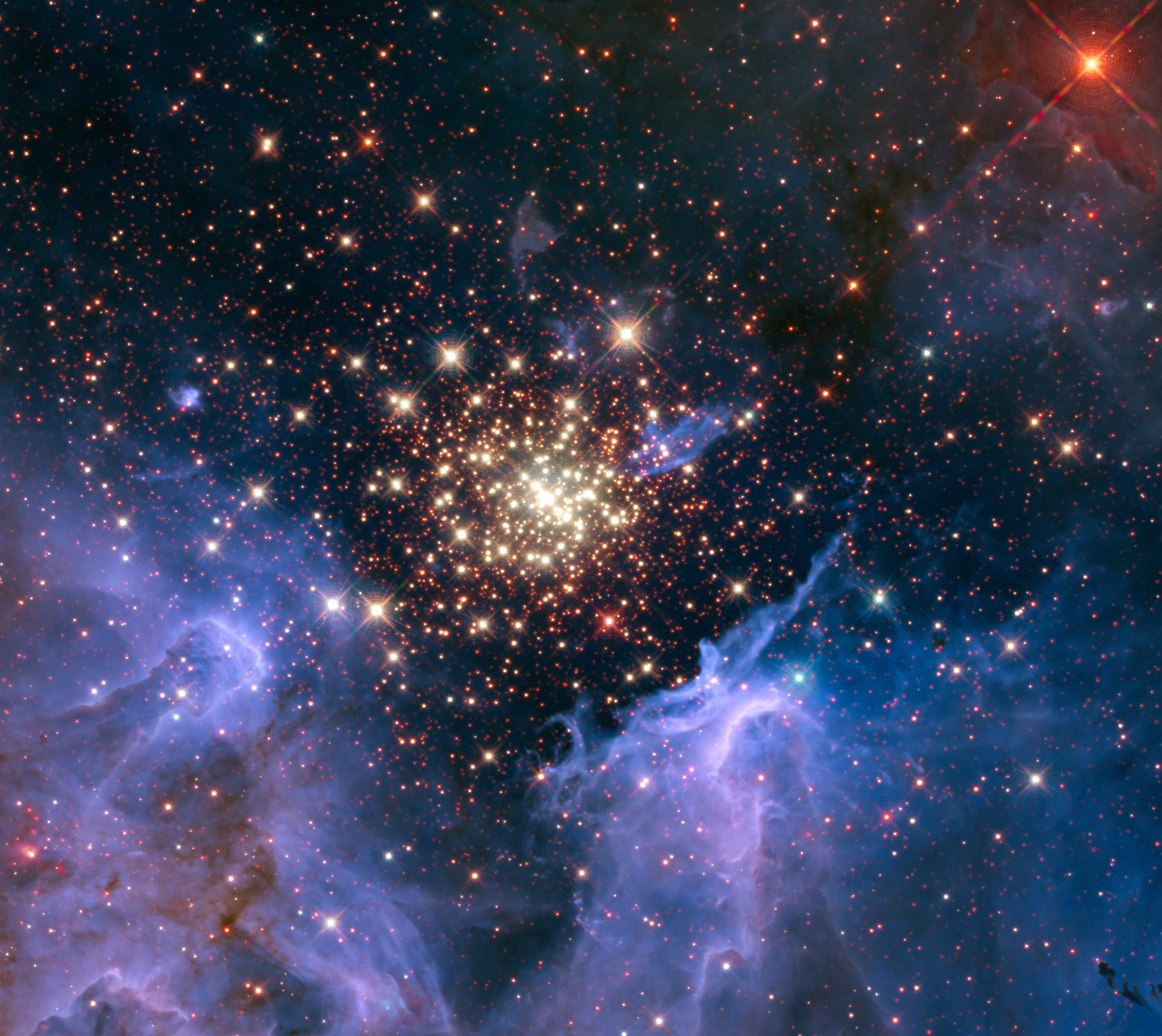
Der Emissionsnebel NGC 3603 aufgenommen vom Hubble-Weltraumteleskop (Falschfarben sichtbares + infrarotes Licht). Sher 25 ist der helle Stern rechts oberhalb des Sternenhaufens